# GPI (gen)
Glukoza fosfat izomeraza‎, takođe poznata kao GPI, je ljudski protein kodiran  genom.

## Funkcije
Ovaj gen pripada GPI familiji čiji članovi kodiraju multifunkcionalne fosfoglukozne izomeraze koje učestvuje u energetskim putevima. Protein kodiran ovim genom je dimerni enzim koji katalizuje reverzibilne izomerizacije glukoze 6-fosfata i fruktoze 6-fosfata.
glukoza 6-fosfat <=> fruktoza 6-fosfat
GPI ima različite funkcije unutar i izvan ćelije. U citoplazmi, ovaj protein učestvuje u glikolizi i glukoneogenezi, dok van ćelije on funkcioniše kao neurotrofilni faktor za kičmene i senzorske neurone. Identičan protein izlučuju ćelije raka. Protein izlučen iz tih ćelija je poznat kao autokrini faktor motiliteta. On stimuliše metastazu. Defekti ovog gena mogu da prouzrokuju nonsferocitnu hemolitičku anemiju, i jaka enzimska deficijencija može biti asocirana sa hydrops fetalis, brzom neonatalnom smrću i neurološkim oštećenjima.

## Literatura
- Kugler W, Lakomek M (2000). „Glucose-6-phosphate isomerase deficiency.”. Baillieres Best Pract. Res. Clin. Haematol. 13 (1): 89—101. PMID 10916680.
- Walker JI, Faik P, Morgan MJ (1990). „Characterization of the 5' end of the gene for human glucose phosphate isomerase (GPI).”. Genomics. 7 (4): 638—43. PMID 2387591. doi:10.1016/0888-7543(90)90212-D.
- Brownstein BH; Silverman GA; Little RD;  . (1989). „Isolation of single-copy human genes from a library of yeast artificial chromosome clones.”. Science. 244 (4910): 1348—51. PMID 2544027. doi:10.1126/science.2544027.
- Mizrachi Y (1989). „Neurotrophic activity of monomeric glucophosphoisomerase was blocked by human immunodeficiency virus (HIV-1) and peptides from HIV-1 envelope glycoprotein.”. J. Neurosci. Res. 23 (2): 217—24. PMID 2547084. doi:10.1002/jnr.490230212.
- Gurney ME; Apatoff BR; Spear GT;  . (1986). „Neuroleukin: a lymphokine product of lectin-stimulated T cells.”. Science. 234 (4776): 574—81. PMID 3020690. doi:10.1126/science.3020690.
- Faik P, Walker JI, Redmill AA, Morgan MJ (1988). „Mouse glucose-6-phosphate isomerase and neuroleukin have identical 3' sequences.”. Nature. 332 (6163): 455—7. PMID 3352745. doi:10.1038/332455a0.
- Zanella A; Izzo C; Rebulla P;  . (1981). „The first stable variant of erythrocyte glucose-phosphate isomerase associated with severe hemolytic anemia.”. Am. J. Hematol. 9 (1): 1—11. PMID 7435496. doi:10.1002/ajh.2830090102.
- Faik P, Walker JI, Morgan MJ (1994). „Identification of a novel tandemly repeated sequence present in an intron of the glucose phosphate isomerase (GPI) gene in mouse and man.”. Genomics. 21 (1): 122—7. PMID 7545951. doi:10.1006/geno.1994.1233.
- Xu W, Beutler E (1995). „The characterization of gene mutations for human glucose phosphate isomerase deficiency associated with chronic hemolytic anemia.”. J. Clin. Invest. 94 (6): 2326—9. PMC 330061 . PMID 7989588. doi:10.1172/JCI117597.
- Walker JI; Layton DM; Bellingham AJ;  . (1993). „DNA sequence abnormalities in human glucose 6-phosphate isomerase deficiency.”. Hum. Mol. Genet. 2 (3): 327—9. PMID 8499925. doi:10.1093/hmg/2.3.327.
- Xu W, Lee P, Beutler E (1996). „Human glucose phosphate isomerase: exon mapping and gene structure.”. Genomics. 29 (3): 732—9. PMID 8575767. doi:10.1006/geno.1995.9944.
- Baronciani L; Zanella A; Bianchi P;  . (1996). „Study of the molecular defects in glucose phosphate isomerase-deficient patients affected by chronic hemolytic anemia.”. Blood. 88 (6): 2306—10. PMID 8822952.
- Kanno H; Fujii H; Hirono A;  . (1996). „Molecular analysis of glucose phosphate isomerase deficiency associated with hereditary hemolytic anemia.”. Blood. 88 (6): 2321—5. PMID 8822954.
- Beutler E; West C; Britton HA;  . (1998). „Glucosephosphate isomerase (GPI) deficiency mutations associated with hereditary nonspherocytic hemolytic anemia (HNSHA).”. Blood Cells Mol. Dis. 23 (3): 402—9. PMID 9446754. doi:10.1006/bcmd.1997.0157.
- Kanno H, Fujii H, Miwa S (1998). „Expression and enzymatic characterization of human glucose phosphate isomerase (GPI) variants accounting for GPI deficiency.”. Blood Cells Mol. Dis. 24 (1): 54—61. PMID 9616041. doi:10.1006/bcmd.1998.0170.
- Kugler W; Breme K; Laspe P;  . (1998). „Molecular basis of neurological dysfunction coupled with haemolytic anaemia in human glucose-6-phosphate isomerase (GPI) deficiency.”. Hum. Genet. 103 (4): 450—4. PMID 9856489. doi:10.1007/s004390050849.
- Belyaeva OV; Balanovsky OP; Ashworth LK;  . (1999). „Fine mapping of a polymorphic CA repeat marker on human chromosome 19 and its use in population studies.”. Gene. 230 (2): 259—66. PMID 10216265. doi:10.1016/S0378-1119(99)00056-6.
- Yakirevich E, Naot Y (2000). „Cloning of a glucose phosphate isomerase/neuroleukin-like sperm antigen involved in sperm agglutination.”. Biol. Reprod. 62 (4): 1016—23. PMID 10727272. doi:10.1095/biolreprod62.4.1016.
- Haga A, Niinaka Y, Raz A (2000). „Phosphohexose isomerase/autocrine motility factor/neuroleukin/maturation factor is a multifunctional phosphoprotein.”. Biochim. Biophys. Acta. 1480 (1-2): 235—44. PMID 11004567.